# 親子の日

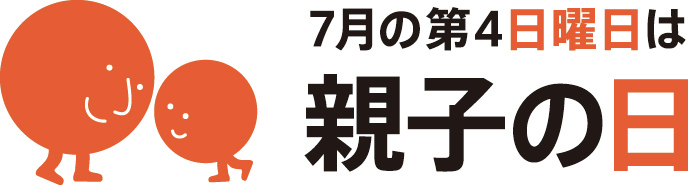
親子の日

親子の日（おやこのひ）は、アメリカ人写真家ブルース・オズボーンが主催する親子の日普及委員会が中心となって、2003年より提唱・普及を行なっている記念日。

## 概要
“親と子が共に向き合い、親子の絆が強められる１日になれば素晴らしい”との願いから、７月の第４日曜日の「親子の日」が発足された。発起人である米国人写真家ブルース・オズボーンが、自身の撮影のモチーフとして「ミュージシャンと母親」を選んだ際に、「親子（OYAKO）」という大切な関係を一つの言葉で表す日本文化に共感したのがきっかけとなった。（英語の親子は「Parent and Child」)この記念日は2005年に日本記念日協会によって認定され、現在様々な企画を世界に向けて発信している。イメージフラワーは「ひまわり」

## 2003年の活動
・はじめての親子の日
・ブルース・オズボーンの自主企画として100組の親子を撮影
・「親子の日普及推進委員会」発足

## 2004年の活動
・2回目の親子の日
・「親子の日スーパーフォトセッション」として100組の親子を撮影
・オリンパスギャラリーにて「親子」写真展を開催
・第1回「親子の日写真コンテスト」を開催

## 2005年の活動
・3回目の親子の日
・「親子の日スーパーフォトセッション」で100組の親子を撮影
・「親子の日」が日本記念日協会によって正式登録
・テレビ金沢の主催により金沢21世紀美術館で『親子』写真展を開催
　会場内特設スタジオでの公開親子撮影会で石川県の親子30組を撮影

## 2006年の活動
・4回目の親子の日
・「親子の日スーパーフォトセッション」で105組の親子を撮影
・オリンパスギャラリーで「ブルース・オズボーンと親子写真」を開催
・日本外国人特派員協会（FCCJ）にて「親子」写真展を開催
・日本写真館協会の主催イベントで大阪の親子30組を撮影
・愛知県児童総合センターで「親子」写真展を開催
・オリンパスギャラリーで「ブルース・オズボーンと親子写真」を開催

## 2007年の活動
・5回目の親子の日
・「親子の日スーパーフォトセッション」で100組の親子を撮影
・オリンパスギャラリーで「親子の日報告写真展」を開催
・第１回「親子大賞」を創設
・愛知県児童総合センターで「親子」写真展を開催
・能登半島地震の被災者親子写真を撮影し、ラポルト珠洲で展覧会を開催
・石川県珠洲市が「珠洲親子の日」を公式制定

## 2008年の活動
・6回目の親子の日
「親子の日スーパーフォトセッション」で100組の親子を撮影
・オリンパスギャラリーにて「親子の日報告写真展」を開催
・愛知県児童総合センターにて、「親子」写真展を開催
・埼玉県越谷市のレイクタウンで「親子＆仲間」写真展を開催

## 2009年の活動
・7回目の親子の日
・「親子の日スーパーフォトセッション」で100 組の親子を撮影
・オリンパスギャラリーで「ブルース・オズボーン写真展～親子の日2009に出会った親子～」を開催（東京・大阪）
・東京ビッグサイト「Photo Imaging Expo 2009」で撮影とトークイベントに参加
・毎日新聞で「親子インタビュー」連載をスタート
・arpの “わたしのこえ”を第1回公式ソングと決定
・川崎アートセンターで「夏休みは親子de映画」に参加
・阪急三番街40周年記念イベント「親子写真展」を開催
・愛知県児童総合センターで「家族のうれしい顔」写真展を開催

## 2010年の活動
・8回目の親子の日
「親子の日スーパーフォトセッション」で104組の親子を撮影
・オリンパスギャラリーで「ブルース・オズボーン写真展～親子の日2010に出会った親子～」を開催（東京・大阪）
・滋賀県米原市が「米原市親子の日」の制定を宣言
・MOOMINの「うまれたての瞳」を2010年公式ソングに決定
・「親子大使」を創設
・ブルース・オズボーンの写真「親子」がInternational Photography Awardsを受賞
・第4回キッズデザイン賞でソーシャルキッズサポート部門入賞

## 2011年の活動
・9回目の親子の日
・「親子の日スーパーフォトセッション」で110組の親子を撮影
・オリンパスギャラリーで「ブルース・オズボーン写真展～親子の日2011に出会った親子～」を開催（東京・大阪）
・第１回被災地訪問プロジェクトで、福島県相馬市の親子を撮影
・第２回被災地訪問プロジェクトで、岩手県の宮古市、大船渡市、釜石市、大槌町、田老町、宮城県の気仙沼市、南三陸町の親子撮影を実施
・CIPAフォトエイドの助成を受けて、東日本被災地応援プロジェクト「I TIE ☆ 会いたい」スタート
• 「水源の里まいばらOYAKO“かけがえのないもの” with ブルース・オズボーン」展示会を開催

## 2012年の活動
・10回目の親子の日
・「親子の日スーパーフォトセッション」で110組の親子を撮影
・オリンパスギャラリーで「ブルース・オズボーン写真展～親子の日2012に出会った親子～」を開催（東京・大阪）
・NHKワールドで、ブルース・オズボーンの活動を世界に向けて発信
・東日本被災地応援プロジェクト「I TIE ☆ 会いたい」のワークショップを、南三陸町、仙台市、大槌町、田老町、相馬市で実施
・滋賀県米原市J R米原駅ステーションギャラリーで「かけがえのないもの～東北で出会った親子たち～ 」写真展示
・静岡市美術館で「親子写真展～未来の私たちへの贈り物～」展示　ピーター・バラカンとトークショーを同時開催
・「東日本大震災復興支援ブックレット」を制作
・10周年記念イベントとして「親子」をテーマに映画の製作をスタート
・赤坂サカス内の赤坂ギャラリー、兵庫県淡路市、南あわじ市で「I TIE ☆ 会いたい」報告写真展を開催

## 2013年の活動
・11回目の親子の日
・「親子の日スーパーフォトセッション」で103組の親子を撮影
・オリンパスギャラリーで「ブルース・オズボーン写真展～親子の日2013に出会った親子～」を開催（東京・大阪）
・末広町3331、BSN新潟放送、YMCA横浜、JICA（国際協力機構）で「I TIE ☆ 会いたい」プロジェクトで制作した作品展示会とワークショップを開催
・葉山芸術祭で「I TIE ☆ 会いたい」作品展示会とワークショップ
・クーリーズクリークで、映画「OYAKO」の製作開始の発表イベント
・世田谷ものつくり学校でワークショップを開催
・銀座和光で親子写真の展示会を開催
・六本木の新世界でライブトークイベントを開催
・山口県下松市が「親子の日」の条例化を宣言
・DAYS JAPAN主催イベント「いのちの地球に生きる」で被災地の親子写真展示
・韓国で行われた写真館の全国会議で「親子の日」のセミナーを開催
・写真館協会のイベントに参加。日本写真館協会とのコラボレーション決定
・沖縄県那覇市の識名園で親子撮影会を開催
・山口県下松市で展覧会と映画「OYAKO」試写上映会を開催
・ILCA（イルカ）の学校で映画のプロモーションイベントを開催

## 2014年の活動
・12回目の親子の日
・「親子の日スーパーフォトセッション」で105組の親子を撮影
・オリンパスギャラリーで「ブルース・オズボーン 写真展～親子の日2014に出会った親子～」を開催（東京・大阪）
・下松市と釜石市の高校生合同のワークショップ「I TIE☆会いたい」を山口県下松市で実施
・日本外国特派員協会（FCCJ）で映画「OYAKO」完成発表
・東京都写真美術館で講演会「写真の可能性〜ソーシャルアクションとしての「親子の日」〜」と写真展示会を開催
・葉山芸術祭で映画「OYAKO」上映会を開催
・箱根写真美術館で「OYAKO〜過去と未来を繋ぐ物語」写真展を開催
・日本写真館協会が実施する「第8回写真館賞」の審査員をつとめる
・奈良県「茶の間　吟」でブルース・オズボーン「親子写真展」を開催
・東京都写真美術館で映画「OYAKO」の上映会を開催
・山口県下松市で親子写真展示会＆映画「OYAKO」上映会を開催
・神奈川県庁舎と沖縄の桜坂劇場で映画「OYAKO」上映会を開催
・ネイチャーズベストフォトグラフィージャパン授賞式で基調講演を行う
・東北生活文化大学高等学校で「平和を想う日」講演＆映画「OYAKO」上映会を開催
・日本写真館協会と協同で「親子の日には写真館へ！」キャンペーンを開催
・日本記念日協会の「記念日文化功労賞」を受賞
・NHK BS1「国際報道2014」で親子の日が紹介される
・TOKYO DESIGNER WEEK 2014に参加
・「湘南の親子の日」第7回撮影会

## 2015年の活動
・13回目の親子の日
・逗子文化プラザホールで映画「OYAKO」上映会＆トークショーを開催
・被災地の親子の姿を納めた「東日本大震災復興応援ブックレット」を発売
・「親子の日スーパーフォトセッション」で102組の親子を撮影
・オリンパスギャラリーで「ブルース・オズボーン写真展～親子の日2015に出会った親子～」を開催（東京・大阪）
・映画「OYAKO」がベルリン国際映画祭（IFB）でベストドキュメンタリー賞を受賞
・逗子こどもフェスティバル、TAMA映画フォーラム実行委員会、加茂・久代・小学校区人権啓発推進委員会、
　お母さん業界新聞主催「乾杯パーティー」などで映画「OYAKO」上映会を開催
・日本外国人特派員協会（FCCJ）で「親子」写真展を開催
・シンガポールのSchool of the Arts Singapore(SOTA)でトークショー
・沖縄県立博物館・美術館でブルーズ・オズボーン「親子の写真展」を開催
・第9回社会デザイン学会公開研究会に講師として出席

## 2016年の活動
・14回目の親子の日
・在シンガポール日本国大使館主催の「親子」写真展・撮影会・映画『OYAKO』上映会を開催
・TSUTAYA「夏休み宿題大作戦」で「親子の日」についてスピーチを行い、子ども新聞のテーマとして提供
・東京ベイ舞浜ホテルクラブリゾートで「親子の日」応援写真展を開催
・「親子の日スーパーフォトセッション」で104組の親子を撮影
・BSジャパン「ワタシが日本に住む理由」でブルース・オズボーンと親子の日の活動を放送
・オリンパスギャラリーで「ブルース・オズボーン 写真展～親子の日2016に出会った親子～」を開催（東京・大阪）
・波の上うみそら公園（那覇市）で琉球補聴器主催の親子撮影会 in 沖縄」を開催
・沖縄県民美術館にてブルース・オズボーンの「親子の写真展 in 沖縄」を開催
・東久邇宮記念会より「親子の日」の活動への高い評価を頂き、ブルース・オズボーンと井上佳子が東久邇宮文化褒賞を受賞
・ふくしま「ふるさと写真の日」事業に参加

## 2017年の活動
・15回目の親子の日
・全国のTSUTAYA店舗で親子の日キャンペーンを展開
・Facebookの動画プロジェクト“Your Story Your Facebook”とジョイント
・「親子の日スーパーフォトセッション」で108組の親子を撮影
・オリンパスギャラリーで「ブルース・オズボーン 写真展～親子の日2017に出会った親子～」を開催（東京・大阪）
・NHK WORLD「Japan-easy II」でブルース・オズボーンと親子の日の活動を放送
・GLOCAL CAF’E（東京）、福島コトひらく（郡山）、コラッセ福島（福島）でふくしま「ふるさと写真の日」写真展を開催
・日本外国特派員協会（FCCJ）で「Fukushima Photographic Journey」を開催
・「ブルース・オズボーン 親子の写真展〜親子が繋ぐふるさとの心」を逗子文化プラザホールで開催
・葉山芸術祭に参加　神奈川県葉山町 森戸神社で「〜HAYAMA TIME〜親子の数だけ親子の物語」を展示
・葉山マリンフェスタで親子撮影会を開催
・イオンモール沖縄ライカムと沖縄ジュンク堂でブルース・オズボーンの「親子の写真展in 沖縄」を開催
・波の上うみそら公園（那覇市）で琉球補聴器主催の「親子撮影会in 沖縄」を開催
・Instagramを開設（＠oyakoday）

## 2018年の活動
・16回目の親子の日
・「親子の日スーパーフォトセッション」で100組の親子を撮影
・オリンパスギャラリーで「ブルース・オズボーン 写真展～親子の日2018に出会った親子～」を開催（東京・大阪）
・逗子のSurfersで2018年「親子の日」キックオフイベントを開催
・葉山芸術祭に参加　神奈川県葉山町 森戸神社で第2回目「〜HAYAMA TIME〜親子の数だけ親子の物語」を展示
・「親子の日」を条例化した山口県下松市で、6回目となる「くだまつ親子の日」イベントが開催
・書店が提案する親子が本でつながる新しい習慣「親子の日に本を贈ろうフェア」実施
・公益社団法人新宿未来創造財団主催「親子写真」展示会が新宿文化センターで実施
・「葉山マリンフェスタ」で親子写真撮影会を実施
・写真集「OYAKO」がSora Booksから発売されAmazonで発売開始
・「OYAKO」の評価をえてTIFA（TOKYO INTERNATIONAL FOTO AWARD）のPeopleーFamily部門で金賞を受賞
・「みさらぼワークショップ」（第1回目）を神奈川県　葉山町で実施
・毎日新聞「親子インタビュー」は10年目。65組の親子の記事が掲載された
・TSUTAYAと毎日新聞のコラボで、連載記事「親子をつなぐこの１冊」開始

## 2019年の活動
・17回目の親子の日
・「親子の日スーパーフォトセッション」で105組の親子を撮影
・オリンパスギャラリー東京での「ブルース・オズボーン 写真展～親子の日2019に出会った親子～」を開催
・第16回「写真コンテスト」、第14回目「エッセイコンテスト」、第13回「親子大賞」を実施
・The Annenberg Space for Photography(LA)と Under The Bridge in Brooklyn Bridge Park(NY)
で実施された写真展 Photoville に参加
・神奈川県葉山町 森戸神社で第3回「〜HAYAMA TIME〜親子の数だけ親子の物語」を展示
・「親子の日」を条例化した山口県下松市で、第7回目となる「くだまつ親子の日」イベントが開催
・第8回目となる日本写真館協会主催の写真コンテストで審査委員を務める
・第6回目となる事業「親子の日には写真館へ!」を実施
・書店が提案する第3回「親子の日に本を贈ろうフェア」実施
・第7回沖縄琉球補聴器主催(協力:オーティコン補聴器)の親子撮影会を美ら SUN ビーチで開催
　沖縄県博物館で写真展示
・毎日新聞「親子インタビュー」は11年目となる親子の記事 を連載
・公益社団法人日本写真協会主催「東京写真月間2019」で「1000の写真展」に参加
・第1回「親子写真まつり」を日本外国特派員協会(FCCJ)と写真文化協会が運営する「ポートレートギャラリー」で開催
・フェアートレードタウン3周年(逗子市)と葉山ヨットフェス(葉山町)で親子写真撮影会を実施
・第11回葉山マリンフェスタに参加して親子写真撮影会を実施
・NYで実施された「PHOTO +」で「OYAKO」の写真を展示

## 2020年の活動
・18回目の親子の日
・「親子の日スーパーフォトセッション」はコロナ蔓延の社会的な状況を配慮して中止した
・第17回「写真コンテスト」、第15回目「エッセイコンテスト」、第14回「親子大賞」を実施
・神奈川県葉山町 森戸神社で「〜HAYAMA TIME〜親子の数だけ親子の物語」を展示
・書店が提案する第4回「親子の日に本を贈ろうフェア」実施
・毎日新聞「親子インタビュー」の掲載は12年目。のべ67組の親子の記事 を連載
・初のオンライントークイベント「未来への贈り物〜Present to the Future〜」を実施　
　１０名の出演者による貴重な発言を発信

## 2021年の活動
・1９回目の親子の日
・2020年に続き「親子の日スーパーフォトセッション」は社会的な状況を配慮して中止
・オンライントークイベント「東日本大震災から学んだこと」を開催
・神奈川県葉山町 森戸神社で「〜HAYAMA TIME〜」を展示
・第18回「写真コンテスト」、第16回目「エッセイコンテスト」、第15回「親子大賞」を実施
・第2回「親子写真まつり」を日本外国特派員協会(FCCJ)で開催　
　（千代田区文化助成の対象イベントとして認定）
・オンライントークイベント「未来への贈り物〜Present to the Future〜2021」を実施
・神奈川県小坪　天照神殿にて「大切な人との写真会」を実施　

## 2022年の活動
・２０回目の親子の日　
・「親子の日スーパーフォトセッション」にかわり、小規模に親子の撮影会を再開
・神奈川県葉山町 森戸神社で「〜HAYAMA TIME〜」を展示
・第19回「写真コンテスト」、第17回目「エッセイコンテスト」、第16回「親子大賞」を実施
・初めての試み「＃親子でDO」オンラインフェスを開始　SNSで共感の広がりを目指す
・第3回「親子写真まつり」を日本外国特派員協会(FCCJ)で開催　
　（千代田区文化助成の対象イベントとして認定）
・「親子の日」を条例化した山口県下松市が、3年ぶりとなるイベント「くだまつ・親子の日の活動が20周年を迎える
・「親子の日スーパーフォトセッション」にかわり、小規模に親子の撮影会を再開
・神奈川県葉山町 森戸神社で「〜HAYAMA TIME〜」を展示
・第19回「写真コンテスト」、第17回目「エッセイコンテスト」、第16回「親子大賞」を実施
・初めての試み「＃親子でDO」オンラインフェスを開始　SNSで共感の広がりを目指す
・第3回「親子写真まつり」を日本外国特派員協会(FCCJ)で開催　
　（千代田区文化助成の対象イベントとして認定）
・「親子の日」を条例化した山口県下松市が、3年ぶりとなるイベント「くだまつ親子の日ミニフェスタ2022」を開催親子の日ミニフェスタ2022」を開催
・オンライントークイベント「未来への贈り物〜Present to the Future〜2022」を実施
・ブルース・オズボーンによる展示会が行われていた帝国ホテル内のギャラリー
　「間 ／AWAI THE COVER NIPPON」にて第５回目となるトークイベントを実施

## 2023年の活動
・２１回目の親子の日。20周年を迎える
・「親子の日スーパーフォトセッション」を３年ぶりにスタジオで実施
・神奈川県葉山町 森戸神社で「〜HAYAMA TIME〜」を展示
・第２０回「写真コンテスト」、第1８回目「エッセイコンテスト」、第1７回「親子大賞」を実施
・第４回「親子写真まつり」を日本外国特派員協会(FCCJ)で開催　
・山口県下松市が、「くだまつ親子の日ミニフェスタ2022」を開催
・千葉県我孫子市で、第一回目の「親子の日」イベントが開催される
・環境課題を考えるために、写真展とワークショップで構成する「Nature Calls」を発表。、「親子写真展」とともに各地で実施したイベントは年間で１３カ所

## 親子大賞
「親子」について考えるきっかけ作りのために、2007年より「ホットなニュースを提供してくれた親子」を選ぶ「親子大賞」が企画・実施されている。
受賞親子一覧
2007年　関根 勤 ＋ 関根麻里 親子
2008年　森山良子 ＋ 森山直太朗 親子
2009年　三国連太郎 ＋ 佐藤浩市 親子
2010年　関根 勤 ＋ 関根麻里 親子
2011年　大竹しのぶ ＋ IMALU 親子
2012年　平原まこと ＋ 平原綾香 親子
2013年　清水アキラ ＋ 清水良太郎 親子
2014年　平原まこと ＋ 平原綾香 親子
2015年　平原まこと ＋ 平原綾香 親子
2016年　ウルトラセブン ＋ ウルトラマンゼロ 親子
2017年　アニマル浜口 ＋ 浜口京子 親子
2018年　加藤登紀子 ＋ Yae 親子　
2019年　奥田瑛二 ＋ 安藤サクラ 親子　
2020年　高橋英樹 ＋ 高橋真麻 親子　　　
2021年　ちばてつや ＋ チバコウゾウ親子
2022年　綾戸智恵 ＋ イサ　
2023年　久美子・ヌートバー ＋ ラーズ・ヌートバー親子

## 親子大使
認定された大使から贈られたコメントより（一部を抜粋）
大林宣彦 「情報社会は横軸の世界を広げてくれたが、縦軸の約束を忘れてきた。その事が現代の不幸を多くを生んだと反省する今、親子を結ぶ物語が切実に必要だ。」
安田祥子 「写真は見えなかった人の心を写し出し、いつまでも手元に残すことが出来ます。各々が違う環境の中で生活している私たちにとっては、この日のことを思い出す大切な一枚の写真になりました。
大竹しのぶ 「私が父から、母から教えて貰ったこと、それが、二人の子供達につながってゆく。いつか二人の子供達が親になった時、その想いをわかってくれたら、こんな幸せなことはない。」
アニマル浜口・浜口京子「厳しさが過ぎると冷酷になり、優しさが過ぎると堕落する。厳しさと優しさの大調和。これ親子の命。」
コシノジュンコ 「親子の縁というのはず～っと繋がっていて、何かしら同じように動いたり、話したり、笑ったり。似てるのかなと思うと全然ノリが違ったり。だから面白いのかなあ。」
梅沢富美男「今まで撮ったどんな写真より僕はいい顔をしている。きっとこれからとるどんな写真よりいい顔をしている親子って最高！ 」
高橋秀樹「親子」には、この目には見えない絆が、強く太くあるはずです。今年、人類に思わぬウイルスが挑戦してきました。
家族が、それぞれの愛情で、労り合いながら過ごす日々となりました。その結果、「親子」の絆も更に強くなり、可愛い孫へもこの絆と愛情を惜しみなく注いでいきたいなぁ～。「親子大賞２０２０」！本当に嬉しいです。